# Championnats du monde de taekwondo 1989
Les Championnats du monde de taekwondo 1989 se sont déroulés du 9 au 14 octobre à Séoul (Corée du Sud).
Cette édition est la quatrième à se tenir en Corée du Sud. La quatrième également à Séoul.
16 catégories de poids sont présentées (8 chez les hommes et autant chez les femmes).
La fréquentation est stable par rapport à l'édition précédente voire diminue légèrement chez les athlètes féminines et dans le nombre de nations présentes : 59 nations (contre 62) sont représentées par 310 athlètes masculins (contre 292), 136 athlètes féminines (contre 142).

## Faits remarquables

### La Corée écrase plus que jamais la compétition
Sans surprise, devant leur public les athlètes coréens accumulent les victoires ne laissant qu'un titre chez les hommes, l'égyptien Amr Khairy s'imposant en finale des poids lourds contre son adversaire coréen et trois chez les femmes alors que les épreuves féminines étaient beaucoup plus ouvertes 2 ans auparavant.
Chez les femmes Chinese Taipei, États-Unis et dans une moindre mesure les espagnoles confirment qu'elles sont les principales rivales des coréennes.
Chez les hommes, la razzia coréenne ne permet pas de voir émerger de rivaux sérieux parmi les autres pays.

### Autres faits
Un point important est à vérifier:
La version espagnole attribue la nationalité ouest allemande à Herberth Christian que la WTF donne comme étant français.
Ce ne serait pas la première erreur de la WTF (tant s'en faut) mais en l'absence d'indications contraire, celle-ci fait autorité.

### Des champions qui confirment
- Dae-Seung Yang conserve son titre chez les poids légers masculins
- So young Kim également, chez les poids plume féminines et contre la même adversaire américaine Kim Dotson dont la typographie du nom est retranscrite n'importe comment par la WTF !
- Eun Young Lee conserve son titre chez les poids légers féminines

## Podiums

### Hommes
| Event                                  | Or             | Argent             | Bronze               |
| -------------------------------------- | -------------- | ------------------ | -------------------- |
| Poids Fin (fourchette non précisée)    | Tae Ho Kwon    | Chang Jung San     | Juan Moreno          |
| Poids Fin (fourchette non précisée)    | Tae Ho Kwon    | Chang Jung San     | Harun Ates           |
| Poids mouche (fourchette non précisée) | Chul Ho Kim    | Turgut Ucan        | Fariborz Danesh      |
| Poids mouche (fourchette non précisée) | Chul Ho Kim    | Turgut Ucan        | Salab Abdel Hamid    |
| Poids coq (fourchette non précisée)    | Jun Ham        | Domenico D’Alose   | Christian Herberth   |
| Poids coq (fourchette non précisée)    | Jun Ham        | Domenico D’Alose   | Abdullah Nagrani     |
| Poids plume (fourchette non précisée)  | Hyuk Jang      | Hubert Sinegre     | Musa Cicek           |
| Poids plume (fourchette non précisée)  | Hyuk Jang      | Hubert Sinegre     | Rassiah Dhanaraj     |
| Poids léger (fourchette non précisée)  | Dae-Seung Yang | Nusret Tamazanoglu | Jae Hoon Lee         |
| Poids léger (fourchette non précisée)  | Dae-Seung Yang | Nusret Tamazanoglu | Joseph Rocamora      |
| Poids Welter (fourchette non précisée) | Hyun Suk Lee   | Hunberto Norabuena | Dante Pena           |
| Poids Welter (fourchette non précisée) | Hyun Suk Lee   | Hunberto Norabuena | Khaled Mahmoun Fawzi |
| Poids moyens (fourchette non précisée) | Yong Suk Jeong | Renzo Zenteno      | S.H.Zahedi           |
| Poids moyens (fourchette non précisée) | Yong Suk Jeong | Renzo Zenteno      | Jarl Kaila           |
| Poids lourds (fourchette non précisée) | Amr Khairy     | Sang Jin Choi      | Victor Bateman       |
| Poids lourds (fourchette non précisée) | Amr Khairy     | Sang Jin Choi      | Farzad Zarakhsh      |

### Femmes
| Catégorie                              | Or            | Argent                 | Bronze           |
| -------------------------------------- | ------------- | ---------------------- | ---------------- |
| Poids Fin (fourchette non précisée)    | Chin Yu Fang  | Monica Torres Amarilla | Hee Kyung Kim    |
| Poids Fin (fourchette non précisée)    | Chin Yu Fang  | Monica Torres Amarilla | Sita Kumari Rai  |
| Poids mouche (fourchette non précisée) | Sun Jin Won   | Pai Yun Yao            | Anita Falieros   |
| Poids mouche (fourchette non précisée) | Sun Jin Won   | Pai Yun Yao            | Mayumi Pejo      |
| Poids coq (fourchette non précisée)    | Nam Sik Jung  | Diane Murray           | Chen Yi An       |
| Poids coq (fourchette non précisée)    | Nam Sik Jung  | Diane Murray           | Aysin Haktanir   |
| Poids plume (fourchette non précisée)  | So young Kim  | Kim Dotson             | Patrica Mariscal |
| Poids plume (fourchette non précisée)  | So young Kim  | Kim Dotson             | Raouel Palacios  |
| Poids léger (fourchette non précisée)  | Eun Young Lee | Liu Chao Chung         | Elena Benitez    |
| Poids léger (fourchette non précisée)  | Eun Young Lee | Liu Chao Chung         | Seyda Serefoglu  |
| Poids Welter (fourchette non précisée) | Anita Silsby  | A. Buys                | Ayse Alkaya      |
| Poids Welter (fourchette non précisée) | Anita Silsby  | A. Buys                | Jee Sook Kim     |
| Poids moyens (fourchette non précisée) | Lydia Zele    | Marcie King            | Antonia Veg      |
| Poids moyens (fourchette non précisée) | Lydia Zele    | Marcie King            | Hsu Ju Ya        |
| Poids lourds (fourchette non précisée) | Wan Sook Jubg | Yvonne Fransen         | Yang His Chun    |
| Poids lourds (fourchette non précisée) | Wan Sook Jubg | Yvonne Fransen         | Santana Yolanda  |

## Tableau des médailles[2]
| Rang | Nation               | Or | Argent | Bronze | Total |
| ---- | -------------------- | -- | ------ | ------ | ----- |
| 1    | Corée du Sud         | 12 | 1      | 2      | 15    |
| 2    | États-Unis           | 2  | 2      | 2      | 6     |
| 3    | Taipei chinois       | 1  | 3      | 3      | 7     |
| 4    | Égypte               | 1  | 0      | 2      | 3     |
| 5    | Turquie              | 0  | 2      | 4      | 6     |
| 6    | Canada               | 0  | 2      | 1      | 3     |
| 7    | Chili                | 0  | 2      | 0      | 2     |
| 8    | France               | 0  | 1      | 1      | 2     |
| 9    | Mexique              | 0  | 1      | 1      | 2     |
| 10   | Italie               | 0  | 1      | 0      | 1     |
| 10   | Pays-Bas             | 0  | 1      | 0      | 1     |
| 12   | Espagne              | 0  | 0      | 4      | 4     |
| 13   | Iran                 | 0  | 0      | 3      | 3     |
| 14   | Australie            | 0  | 0      | 2      | 2     |
| 14   | Allemagne de l'Ouest | 0  | 0      | 2      | 2     |
| 16   | Finlande             | 0  | 0      | 1      | 1     |
| 16   | Arabie saoudite      | 0  | 0      | 1      | 1     |
| 16   | Malaisie             | 0  | 0      | 1      | 1     |
| 16   | Philippines          | 0  | 0      | 1      | 1     |
| 16   | Népal                | 0  | 0      | 1      | 1     |

## Classement des équipes
| Rang | Pays                 | Or | Argent | Bronze |
| ---- | -------------------- | -- | ------ | ------ |
| 1    | Corée du Sud         | 7  | 1      | 0      |
| 2    | Égypte               | 1  | 0      | 2      |
| 3    | Turquie              | 0  | 2      | 1      |
| 4    | Chili                | 0  | 2      | 0      |
| 5    | France               | 0  | 1      | 1      |
| 6    | Italie               | 0  | 1      | 0      |
| 6    | Taipei chinois       | 0  | 1      | 0      |
| 8    | Iran                 | 0  | 0      | 3      |
| 9    | Allemagne de l'Ouest | 0  | 0      | 2      |
| 10   | Australie            | 0  | 0      | 1      |
| 10   | Canada               | 0  | 0      | 1      |
| 10   | Finlande             | 0  | 0      | 1      |
| 10   | Arabie saoudite      | 0  | 0      | 1      |
| 10   | Malaisie             | 0  | 0      | 1      |
| 10   | Philippines          | 0  | 0      | 1      |
| 10   | États-Unis           | 0  | 0      | 1      |

| Rang | Pays           | Or | Argent | Bronze |
| ---- | -------------- | -- | ------ | ------ |
| 1    | Corée du Sud   | 5  | 0      | 2      |
| 2    | États-Unis     | 2  | 2      | 1      |
| 3    | Taipei chinois | 1  | 2      | 3      |
| 4    | Canada         | 0  | 2      | 0      |
| 5    | Mexique        | 0  | 1      | 1      |
| 6    | Pays-Bas       | 0  | 1      | 0      |
| 7    | Espagne        | 0  | 0      | 4      |
| 8    | Turquie        | 0  | 0      | 3      |
| 9    | Australie      | 0  | 0      | 1      |
| 9    | Népal          | 0  | 0      | 1      |